# KK 파르티잔
KK 파르티잔(세르비아어: Кошаркашки клуб Партизан)은 세르비아 베오그라드를 연고로 하는 프로농구단이다.

## 같이 보기
- JSD 파르티잔
- FK 파르티잔